# Jagged Alliance: Deadly Games
Zasugerowano, aby zintegrować ten artykuł z artykułem Jagged Alliance (dyskusja). Nie opisano powodu propozycji integracji.
Jagged Alliance: Deadly Games – komputerowa strategiczna gra turowa wyprodukowana i wydana w 1996 roku przez Sir-tech Software, Inc. Jest to samodzielny dodatek do gry komputerowej Jagged Alliance.